# Праберберский язык
Праберберский — реконструируемый праязык, предок современных берберских языков. Праберберский является афразийским языком, и его потомки, берберские языки, родственны египетскому языку, кушитским, семитским, чадским и омотским языкам.

## История
В праберберском присутствуют черты, которые чётко отделяют его от других афразийских языков, но современные берберские языки относительно гомогенны, если учесть, что отделение от других известных афразийских языков произошло довольно давно, порядка 10-9 тысячелетий до н. э., согласно глоттохронологическим подсчётам, существование праберберского можно датировать не позднее 3000 до н. э. Луали и Филиппсон предполагают (на основе реконструкции животноводческой лексики) существование стадии праберберский-1 (около 7000 до н. э.) и стадии праберберский-2 — прямого предка современных берберских языков.
В третьем тысячелетии до н. э. носители праберберского языка распространились в ареале от центральной Северной Африки до Египта. В первом тысячелетии до н. э. туареги заселяют центральную Сахару, обладая к тому времени верблюдами (в прошлом северные части Сахары были более населёнными, чем сейчас).
Тот факт, что для праберберского языка реконструируются названия всех основных видов домашних жвачных животных, кроме верблюда, заставляет предположить, что носители праберберского языка были скотоводами.

## Фонология

### Гласные
К. Прассе и М. Коссманн реконструируют три кратких (/a/, /i/, /u/) и четыре долгих гласных (/aa/, /ii/, /uu/ и /ee/). Их рефлексы в современных берберских языках отражены в следующей таблице:
| Праберберский | Зенага | Тамашек / Гхадамесский язык | Зенетские языки |
| ------------- | ------ | --------------------------- | --------------- |
| *a            | a      | ӑ                           | ə               |
| *i            | i      | ə                           | ə               |
| *u            | u      | ə                           | ə               |
| *aa           | a      | a                           | a               |
| *ii           | i      | i                           | i               |
| *ee           | i      | e                           | i               |
| *uu           | u      | u                           | u               |

В тамашеке и гхадамесском языке есть и звук /o/, который, видимо, развился из /u/ по гармонии гласных в тамашеке и из *aʔ в гхадамесском.
Аллати реконструирует /a/ /i/ /u/ /e/ и /o/. А. Милитарёв реконструирует гласные /a/, /i/, /u/ .

### Согласные
М. Коссманн реконструирует для праберберского следующие согласные:
|               |               |               | Губные | Зубные | Зубные            | Постальвеолярные/ Палатальные | Велярные | Велярные        | Увулярные | Глоттальные |
| ------------- | ------------- | ------------- | ------ | ------ | ----------------- | ----------------------------- | -------- | --------------- | --------- | ----------- |
|               |               |               | Губные | Чистые | Фарингализованные | Постальвеолярные/ Палатальные | Чистые   | Лабиализованные | Увулярные | Глоттальные |
| Взрывные      | Взрывные      | Глухие        |        | t, tt  |                   | ḱ, ḱḱ                         | k, kk    |                 | qq        | ʔ           |
| Взрывные      | Взрывные      | Звонкие       | b, bb  | d, dd  | dˤ, dˤdˤ          | ǵ, ǵǵ                         | ɡ, ɡg    | ɡgʷ             |           |             |
| Фрикативные   | Фрикативные   | Глухие        | f, f   | s, s   |                   | ʃ, ʃʃ?                        |          |                 |           |             |
| Фрикативные   | Фрикативные   | Звонкие       | β      | z, zz  | zˤ, zˤzˤ          | ʒ?                            | γ        |                 |           |             |
| Носовые       | Носовые       | Носовые       | m, mm  | n, nn  |                   |                               |          |                 |           |             |
| Дрожащие      | Дрожащие      | Дрожащие      |        | r, rr  |                   |                               |          |                 |           |             |
| Боковые       | Боковые       | Боковые       |        | l, ll  |                   |                               |          |                 |           |             |
| Аппроксиманты | Аппроксиманты | Аппроксиманты |        |        |                   | j, jj                         |          |                 |           |             |

## Bibliography
- Allati, Abdelaziz. Diachronie tamazighte ou berbère (фр.). — Publications de L'Université Abdelmalek Essaâdi, 2002. — P. 296. — ISBN 9981-61-015-1.
- Blench, R. Archaeology, language, and the African past (англ.). — Rowman Altamira, 2006. — P. 361. — ISBN 0-7591-0466-2.
- Boukouss, Ahmed. Phonologie de l'amazigh (неопр.). — Institut Royal de la Culture Amazigh, 2009. — С. 445. — ISBN 9954-28-019-7. Архивировано 26 ноября 2013 года.
- Ehret, Christopher. Reconstructing Proto-Afroasiatic (Proto-Afrasian): vowels, tone, consonants, and vocabulary (англ.). — University of California Press, 1995. — P. 557. — ISBN 0-520-09799-8.
- Heath, Jeffrey. A grammar of Tamashek (Tuareg of Mali) (неопр.). — Walter de Gruyter, 2005. — С. 745. — ISBN 3-11-018484-2.
- Heine, Bernd; Derek Nurse. African languages: an introduction (неопр.). — Cambridge University Press, 2000. — С. 396. — ISBN 0-521-66629-5.
- Kossmann, Maarten (2001a), L'origine du vocalisme en zénaga de Mauritanie, in Ibriszimow, Dymitr; Vossen, Rainer (eds.), Études berbères, pp. 89–95
- Kossmann, Maarten (2001b), Afrika und Übersee, 84: 61–100 {{citation}}: |chapter= игнорируется (справка); |title= пропущен или пуст (справка)
- König, Christa. Case in Africa (англ.). — Oxford University Press, 2008. — P. 343. — ISBN 0-19-923282-2.
- Prasse, Karl G. Manuel de grammaire touarègue (tăhăggart) (фр.). — Copenhagen, 1972-1974. — Vol. 3.